# Ofer Yaakobi
Ofer Yaakobi (in ebraico עופר יעקובי‎?; Gan Shmuel, 12 gennaio 1961 – Las Vegas, 5 agosto 2025) è stato un cestista israeliano.

## Carriera
Con Israele disputò i Campionati mondiali del 1986 e due edizioni dei Campionati europei (1983, 1985).